# Cantonul Dax-Sud
Cantonul Dax-Sud este un canton din arondismentul Dax, departamentul Landes, regiunea Aquitania, Franța.

## Comune
- Bénesse-lès-Dax
- Candresse
- Dax (parțial, reședință)
- Heugas
- Narrosse
- Oeyreluy
- Saint-Pandelon
- Saugnac-et-Cambran
- Seyresse
- Siest
- Tercis-les-Bains
- Yzosse